# Upogebia vargasae
Upogebia vargasae is een tienpotigensoort uit de familie van de Upogebiidae. De wetenschappelijke naam van de soort is voor het eerst geldig gepubliceerd in 1997 door Williams.